# کاپیتائو (بازیکن فوتبال)
کاپیتائو (به پرتغالی: Oleúde José Ribeiro) هافبک اهل برزیل است که در شهر Conselheiro Pena و در تاریخ ۱۹ سپتامبر ۱۹۶۶ به دنیا آمده‌است.
کاپیتائو در تیم‌های فوتبال Cascavel سابقهٔ حضور دارد.